# Leo Reisman
Pour les articles homonymes, voir Reisman.
Leo F. Reisman, né à Boston le 11 octobre 1897 et mort à Miami le 18 décembre 1961, est un violoniste et chef d'orchestre américain.
Il obtient plus de 80 succès dans les charts populaires au cours de sa carrière.

## Biographie
D' origine juive, il est issu d'immigrants allemands qui se sont installés aux États-Unis au XIXe siècle. Inspiré par le violoniste russo-américain Jascha Heifetz, Reisman étudie le violon dans sa jeunesse. Après avoir été rejeté par l'Orchestre symphonique de Boston, il forme son propre groupe en 1919.
Le premier enregistrement de Reisman a lieu le 10 janvier 1921 sur un disque 10 pouces 78 tours pour Columbia Records - les deux titres étant Love Bird, avec un numéro de catalogue de Columbia A-3366, mx.79634 et l'autre titre étant Bright Eyes, avec un numéro de catalogue de Columbia A-3366, mx.79635.
Il enregistre exclusivement pour Columbia de juillet 1923 au 11 mars 1929, date à laquelle il signe chez Victor où il restera jusqu'en octobre 1933. Il signe ensuite chez Brunswick Records jusqu'en 1937, date à laquelle il revient chez Victor. Au cours de sa période Victor 1929-1933, il enregistre de nombreuses chansons de Broadway, dont certaines n'ont été enregistrées par aucun autre groupe. En raison de sa popularité, il a toujours été l'un des orchestres les plus en vue pendant son séjour à Columbia, Victor et Brunswick, et il enregistre de manière prolifique.
Reisman a également l'habitude de présenter des compositeurs et des interprètes de Broadway comme chanteurs du groupe, notamment Harold Arlen, Fred Astaire, Clifton Webb et Arthur Schwartz. Il a également présenté Lee Wiley en 1931-32 pour ses trois premiers enregistrements. Le plus souvent, ses chanteurs étaient Frank Luther, Dick Robertson et plus tard Sally Singer et George Beuler. Un enregistrement notable de cette époque est Happy Days Are Here Again en novembre 1929, avec la voix de Lou Levin.
Parmi ses succès les plus populaires figurent ses enregistrements numéro un de Night and Day de Cole Porter (1932) et The Continental de Con Conrad (1934), ainsi que l'enregistrement d'Astaire de Cheek to Cheek d'Irving Berlin en 1935.
Reisman emploie le trompettiste Bubber Miley en 1930–1931 et travaille avec Sam Donahue entre 1946 et 1951.
Eddy Duchin (en) est membre de l'orchestre de Leo Reisman ainsi que Mitch Miller,.
Reisman produit aussi à la radio la revue Nine o'Clock, une émission hebdomadaire de 30 minutes sur le Mutual Broadcasting System en 1937.
En 1956 son rôle est interprété par Larry Keating dans le film Tu seras un homme, mon fils (The Eddy Duchin Story) de George Sidney.

## Quelques titres dans les charts
- Afterglow (1936) (US #14)
- It's De-Lovely (1936) (US #7)

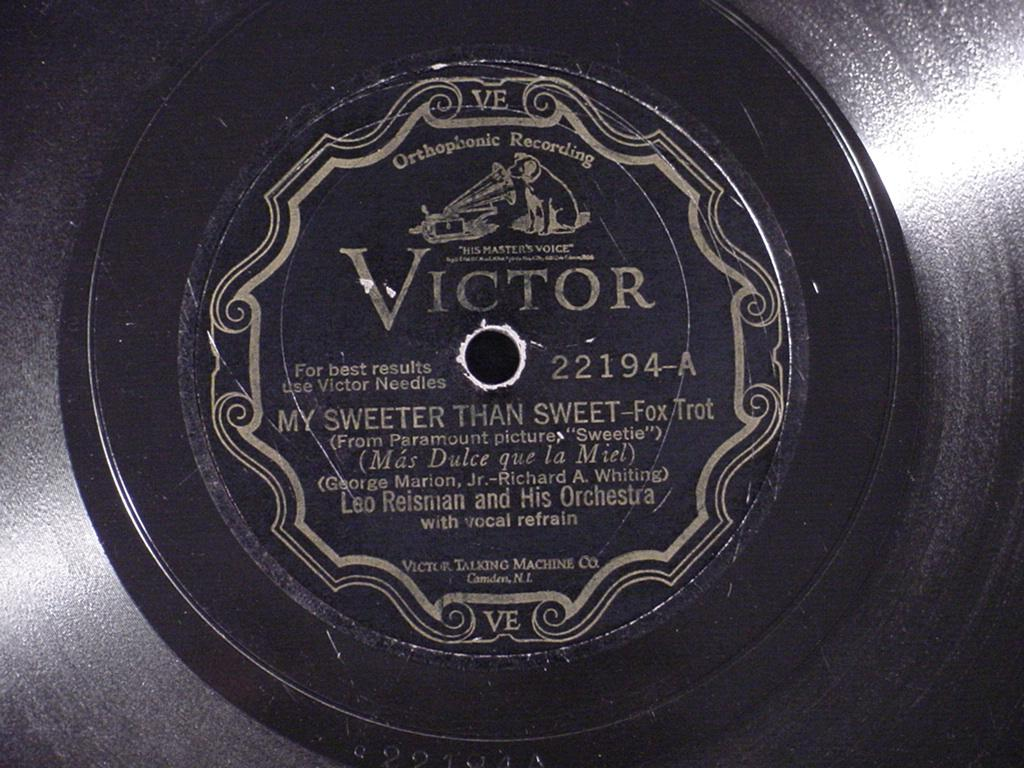
Leo Reisman et son orchestre, My Sweeter Than Sweet

- On The Beach At Bali-Bali (1936) (US #6)
- Yours Truly is Truly Yours (1936) (US #14)
- In The Still Of The Night (1937) (US #9)
- Spring Is Here (1938) (US #14)
- Down Argentina Way (1940) (US #7)